# САМ-14
САМ-14 — советский одномоторный пассажирский самолёт для местных авиационных линий конструкции А. С. Москалёва.

## История
САМ-14 был разработан в соответствии с заказом 7-го Главного Управления НКАП. Основанием для формирования заказа послужило решение о запуске в серийное производство мотора МВ-4 (лицензионная копия французского мотора фирмы Рено). По сути САМ-14 представлял собой модернизацию самолёта САМ-5 2бис, на нём был установлен другой двигатель (МВ-4 вместо М-11), улучшена отделка и аэродинамика. Из за отсутствия импортных металлических винтов изменяемого шага, на первый образец самолёта был установлен деревянный винт приблизительно подходящий по своим характеристикам, что послужило главным фактором снижения лётных характеристик самолёта, которые оказались ниже чем у самолета САМ-5 2 бис. В дальнейшем на втором экземпляре САМ-14 бис, подходящий винт всё-таки был установлен, что привело к значительному увеличению лётных характеристик (Максимальная скорость 342 км/час, испытательный полет производил летчик А. Н. Гусаров, июль 1938 года). Самолеты САМ-14 и САМ-14 бис успешно прошли летные испытания в НИИ ГВФ с лыжным шасси и были утверждены как эталоны для серийного производства. Однако к этому времени моторы МВ-4 были сняты с производства, что вынудило заказчика отказаться от их выпуска в серию.

## Конструкция
САМ-14 представлял собой одномоторный высокоплан с максимальным использованием в конструкции дерева. Ферменный фюзеляж в передней части обшит фанерой, задняя часть имела полотняную обшивку.
- Крыло — цельнодеревянное, профиль Р-П, обшито полотном. Элероны имели триммеры.
- Хвостовое оперение — обычного типа, для облегчения управления имелись триммеры.
- Шасси — неубирающееся, свободнонесущее, без осного типа с резиновой амортизацией располагавшейся внутри фюзеляжа. Зимой устанавливались лыжи.

### Технические характеристики
- Экипаж: 1 пилот (до 6 пассажиров)
- Длина: 8.06 м
- Размах крыла: 11.49 м
- Высота: 3.86 м
- Площадь крыла: 21.86 м²
- Коэффициент удлинения крыла:
- Профиль крыла: Р-П
- Масса пустого: 765 кг
- Масса снаряженного: кг
- Нормальная взлетная масса: кг
- Максимальная взлетная масса: 1280 кг
- Масса полезной нагрузки: кг
- Масса топлива и масла: кг
- Двигатели: 1× МВ-4
- Мощность: 1× 140 л. с.

### Лётные характеристики
- Максимальная скорость:
  - у земли: 196 км/ч
  - на высоте: 170 км/ч
- Крейсерская скорость: 165 км/ч
- Посадочная скорость: км/ч
- Практическая дальность: 550 км
- Практический потолок: 3360 м
- Скороподъёмность: м/с
- Нагрузка на крыло: кг/м²
- Тяговооружённость: Вт/кг
- Максимальная эксплуатационная перегрузка: g